# Carl Bernstein
Carl Bernstein, född 14 februari 1944 i Washington, D.C., är en amerikansk journalist som arbetade på The Washington Post och tillsammans med Bob Woodward avslöjade Watergateaffären 1974.

## Fotnoter
1. ↑  SNAC, SNAC Ark-ID: w6xp86b3, läs online, läst: 9 oktober 2017.[källa från Wikidata]
2. ↑  Munzinger Personen, Munzinger person-ID: 00000029826, läst: 9 oktober 2017.[källa från Wikidata]
3. ↑  Libris, Kungliga biblioteket, 26 mars 2018, Libris-URI: dbqtz85x07k47vj, läst: 24 augusti 2018.[källa från Wikidata]
4. ↑  s. 8, läs online, läst: 5 oktober 2019.[källa från Wikidata]
5. ↑  läs online, www.liu.edu .[källa från Wikidata]
6. ↑  läs online, nieman.harvard.edu .[källa från Wikidata]
7. ↑  läs online, www.hillmanfoundation.org .[källa från Wikidata]